# Bialski Klub Sportowy 2014-2015
Questa voce raccoglie le informazioni riguardanti il Bialski Klub Sportowy nelle competizioni ufficiali della stagione 2014-2015.

## Organigramma societario
Area direttiva
- Presidente: Czesław Świstak

Area tecnica
- Allenatore: Leszek Rus
- Allenatore in seconda: Marcin Owczarski

## Rosa
| N° | Nome               | Ruolo | Data di nascita  | Nazionalità sportiva |
| -- | ------------------ | ----- | ---------------- | -------------------- |
| 2  | Helena Horká       | S/O   | 15 giugno 1981   | Rep. Ceca            |
| 3  | Mariola Barszcz    | L     | 4 gennaio 1980   | Polonia              |
| 4  | Karolina Piśla     | S     | 8 maggio 1996    | Polonia              |
| 6  | Małgorzata Lis     | C     | 14 aprile 1981   | Polonia              |
| 9  | Natalia Bamber     | S/O   | 24 aprile 1982   | Polonia              |
| 10 | Sylwia Pelc        | C     | 30 novembre 1990 | Polonia              |
| 11 | Lucie Mühlsteinová | P     | 15 ottobre 1984  | Rep. Ceca            |
| 12 | Aleksandra Trojan  | C     | 6 giugno 1991    | Polonia              |
| 13 | Natalia Strózik    | S/O   | 23 agosto 1995   | Polonia              |
| 14 | Heike Beier        | S     | 9 dicembre 1983  | Germania             |
| 15 | Kornelia Moskwa    | C     | 30 ottobre 1996  | Polonia              |
| 16 | Dorota Wilk        | P     | 28 aprile 1988   | Polonia              |
| 17 | Elżbieta Klein     | S     | 17 giugno 1990   | Polonia              |
| 18 | Koleta Łyszkiewicz | S     | 22 gennaio 1993  | Polonia              |